# Portugal Virtual
O Portugal Virtual é o mais antigo talker Português, criado a 1 de Outubro de 1992 por LuPa, na altura com o nome de Cyber Eden. Em 1995 o talker começou a usar muito tráfego na rede do LNEC, pelo que teve de ser desligado. Para evitar o seu desaparecimento, o talker mudou de mãos para Novico, Dirk e Exp, passando a ser alojado na Universidade de Coimbra. Foi durante essa alteração que o nome do talker mudou para Portugal Virtual.
Em Novembro de 2014, o Portugal Virtual fundiu-se com um outro talker Português, a Selva, chamando-se o talker resultante Selva Virtual.